# Saxhyttan (Ludvika)
Saxhyttan is een plaats in de gemeente Ludvika in het landschap Dalarna en de provincie Dalarnas län in Zweden. De plaats heeft 160 inwoners (2005) en een oppervlakte van 83 hectare.